# Eider Merino
Eider Merino Cortázar (Balmaseda, 2 agosto 1994) è una ciclista su strada spagnola, attiva in formazioni UCI dal 2013 al 2023; è stata campionessa nazionale in linea nel 2018.

## Palmarès
- 2011 (Juniores)

Campionati spagnoli, Prova in linea Junior
- 2018 (Movistar Team, due vittorie)

Campionati spagnoli, Prova in linea Elite
4ª tappa Tour Cycliste Féminin International de l'Ardèche (Châteauneuf-de-Gadagne > Mont Serein)

### Altri successi
- 2014 (Lointek)

Classifica giovani Emakumeen Bira

## Piazzamenti

### Grandi Giri
- Giro d'Italia

2016: 34ª
2018: 8ª
2019: 16ª
2021: 17ª

### Competizioni mondiali
- Campionati del mondo

Valkenburg 2012 - In linea Junior: 13ª
Bergen 2017 - In linea Elite: 56ª
Innsbruck 2018 - In linea Elite: 34ª
Yorkshire 2019 - In linea Elite: 35ª
Fiandre 2021 - In linea Elite: 55ª

### Competizioni continentali
- Campionati europei

Plumelec 2016 - In linea Elite: 25ª
Plouay 2020 - In linea Elite: ritirata
Trento 2021 - In linea Elite: 19ª